# Paul Biyoghé Mba
Paul Biyoghé Mba (Donguila, 18 aprile 1953) è un politico gabonese.
È stato Primo ministro del Gabon dal luglio 2009 al febbraio 2012.